# Де Франки, Джироламо (1522)
Джироламо Де Франки Тозо (итал. Gerolamo De Franchi Toso; Генуя, 1522 — Генуя, 1586) — дож Генуэзской республики.

## Биография
О фигуре Джироламо Де Франки Тозо известно не много. Он родился в Генуе около 1522 года и был членом благородного семейства Тозо, породнившегося в 1528 году в родом Де Франки. До избрания дожем Джироламо занимал различные государственные должности. В частности, он возглавлял департамент здравоохранения во время чумы, опустошившей столицу и Лигурию в период правления дожа Николо Дориа (1579-1581) и был послом Республики при дворе Филиппа II Испанского.
"Новая" знать Генуи выдвинула Джироламо своим кандидатом, и он был избран дожем 21 октября 1581 года. Его мандат был отмечен борьбой с бандитизмом и первыми внешнеполитическими спорами с соседним герцогством Савойским, которые со временем приведут к войне между двумя государствами.
Джироламо также покровительствовал религиозным общинам, с его согласия было начато строительство новой церкви в центральном районе Генуи, на фундаменте разрушенной церкви Сан-Паоло-алла-Порта, которая после окончания работ стала известна как церковь Сан-Пьетро-ин-Банчи.
Джироламо покинул свой пост 21 октября 1583 года. Вероятно, он был назначен пожизненным прокурором республики и умер в Генуе в 1586 году. Его тело было погребено в церкви Сан-Франческо-ди-Кастеллетто.
Среди детей Джироламо был Федерико Де Франки, дож Генуи в 1623-1625 годах.